# Aleja Zygmunta Krasińskiego w Krakowie
Aleja Zygmunta Krasińskiego – aleja w Krakowie pomiędzy Półwsiem Zwierzynieckim, czyli dzielnicą VII Zwierzyniec i Nowym Światem, czyli dzielnicą I Stare Miasto. 
Biegnie z południa na północ i jest jedną z ulic tworzących II obwodnicę Krakowa. Jej przedłużeniem na północ jest  al. A. Mickiewicza, na południe ul. M. Konopnickiej. Aleję tworzą dwie trójpasmowe ulice rozdzielone pasem zieleni. Razem z al. A. Mickiewicza i al. J. Słowackiego tworzą ciąg komunikacyjny nazywany popularnie Alejami Trzech Wieszczów. Do roku 1912 była to ulica Swoboda.

## Historia
Przed powstaniem alei znajdował się na jej miejscu wał ziemny a po jego zachodniej stronie – Bastion I „Zwierzyniec”, obiekty austriackiej Twierdzy Kraków. Wzdłuż wału biegł nasyp, zbudowanej w latach 1887–1888, kolei obwodowej a obok niego ulica Swoboda.
W 1905 roku Miasto wykupiło od wojska teren obwałowań likwidowanej wewnętrznej linii fortów, która do 1909 roku stanowiła granicę Krakowa. W tym samym roku do miasta przyłączono kilka wsi położonych na zachód od linii fortyfikacji. W 1911 roku zlikwidowano linię kolei cyrkumwalacyjnej, postanowiono przeprowadzić szeroki bulwar obwodowy. Włączono do niego biegnącą wzdłuż niej a istniejącą już wcześniej ulicę Swoboda.
Powstała aleja, szeroki, reprezentacyjny bulwar z dwoma pasami ruchu oddzielonymi pasem zieleni będącym traktem spacerowym. W roku 1912 alei nadano obecną nazwę.

## Zabudowa
Strona wschodnia ulicy, nieparzysta. Zabytkowa zabudowa Nowego Światu, głównie eklektyczne i modernistyczne kamienice czynszowe oraz kilka budynków użyteczności publicznej z lat 60. XX wieku:
- al. Krasińskiego 1–3 – Dom Handlowy „Jubilat”, projektowała Jadwiga Sawicka, 1966.
- al. Krasińskiego 5 (ul. K. Morawskiego 6) – modernistyczna kamienica, projektował Stanisław Osiek, 1936.
- al. Krasińskiego 9 – kamienica, projektował Leon Feniger, 1932.
- al. Krasińskiego 11a – biurowiec Polskiego Wydawnictwa Muzycznego
- al. Krasińskiego 11b – biurowiec Izby Administracji Skarbowej w Krakowie
- al. Krasińskiego 15 (ul. Smoleńsk 26) – secesyjna kamienica „Pod Szarotką”,1905.
- al. Krasińskiego 17 (ul. Smoleńsk 37) – modernistyczna kamienica, projektował Józef Pokutyński, 1908.
- al. Krasińskiego 21 – Kamienica „Pod Sową”, projektowali Roman Bandurski i Piotr Kozłowski, 1907.
- al. Krasińskiego 23 – Krakowski Zakład Witrażów S.G. Żeleński i Muzeum Witrażu, budynek projektował Ludwik Wojtyczko, 1906.
- al. Krasińskiego 25 (ul. J. Piłsudskiego 40) – Dom o dwóch frontonach, kamienicę-dom własny projektował Władysław Ekielski, 1898.

Strona zachodnia ulicy, parzysta:
Zabudowa Półwsia, głównie modernistyczne kamienice czynszowe z początków XX wieku i późniejsze. Pierzeja jako całość została w 2020 roku wpisana do rejestru zabytków:
- al. Krasińskiego 4 (ul. T. Kościuszki 1) – kamienica, projektował Zygmunt Grünberg, 1934.
- al. Krasińskiego 6 – kamienica, projektował Tomasz Bujas, 1926.
- al. Krasińskiego 8 – kamienica, projektował Stefan Piwowarczyk, 1928.
- al. Krasińskiego 10 – zabytkowa kamienica, projektowali  Adolf Siódmak i Henryk Ritterman, 1925.
- al. Krasińskiego 12 (ul. K. Morawskiego 8) – kamienica, projektował Zygmunt Grünberg, 1925.
- al. Krasińskiego 14 (ul. K. Morawskiego 1) – willa, projektował Józef Chmielewski, 1914.
- al. Krasińskiego 16 – Krakowski Teatr Scena STU, dawny Dom Górniczy (budynek Związku Robotników Przemysłu Górniczego w Polsce), projektował Janusz Zarzecki, 1922.
- al. Krasińskiego 20 – kamienica, projektował Henryk Lamensdorf, 1922.
- al. Krasińskiego 22 – kamienica, projektował Henryk Lamensdorf, 1924.
- al. Krasińskiego 24a – kamienica, 1935.
- al. Krasińskiego 24b – kamienica, projektowali Stanisław Wexner i Henryk Jakubowicz, 1934.
- al. Krasińskiego 26 – kamienica, projektował Leon Lieberman, 1930.
- al. Krasińskiego 28 – kamienica, 1930.
- al. Krasińskiego 30 – kamienica, 1935.
- al. Krasińskiego 32 (ul. Z. Dunin-Wąsowicza 2) – kamienica, projektował Rudolf Hand, 1927.
- al. Krasińskiego 34 – Kino „Kijów”, projektował Witold Cęckiewicz, 1962.

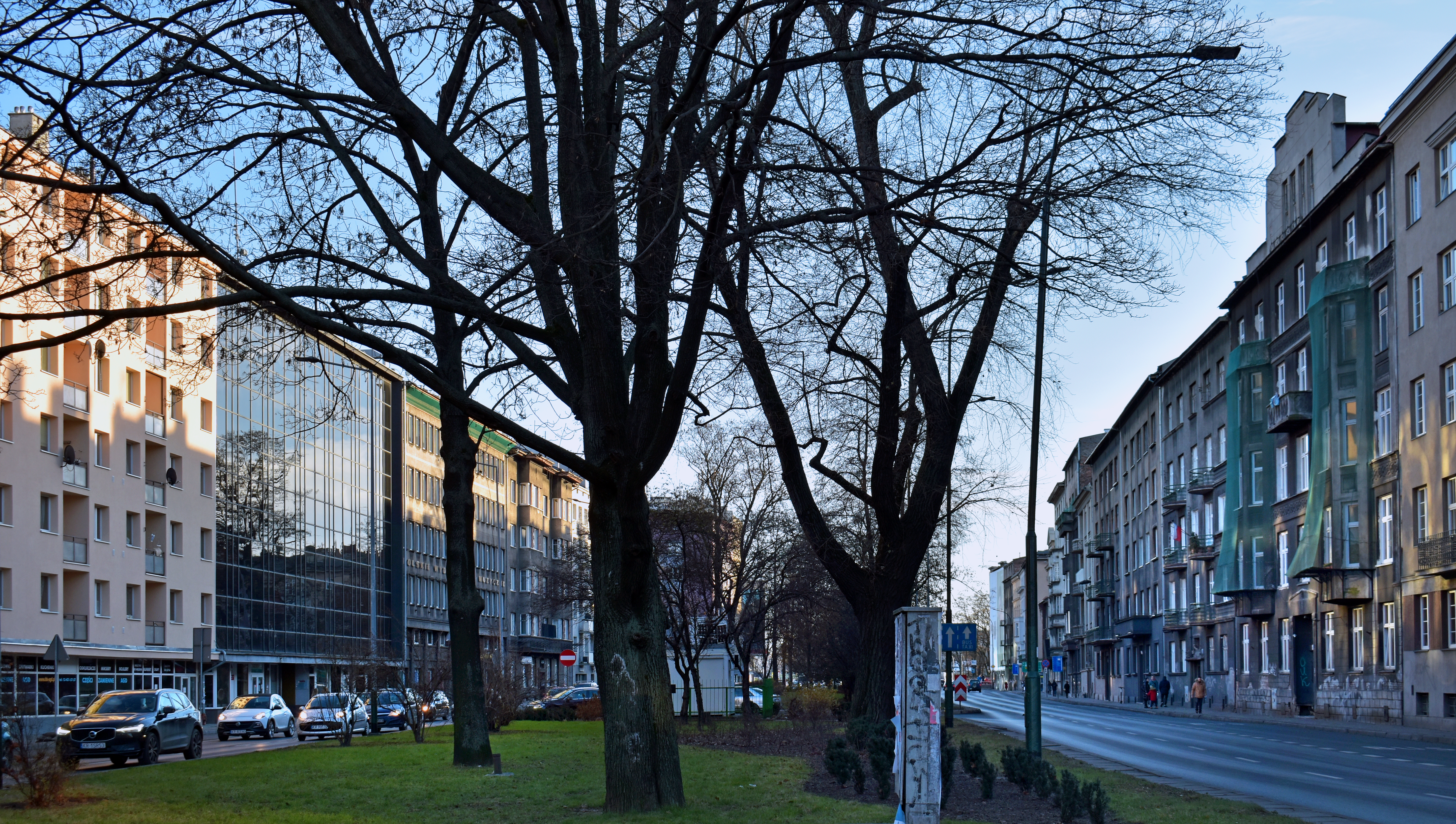
Al. Krasińskiego widok na południe. Po lewej biurowce: administracji skarbowej i PWN.
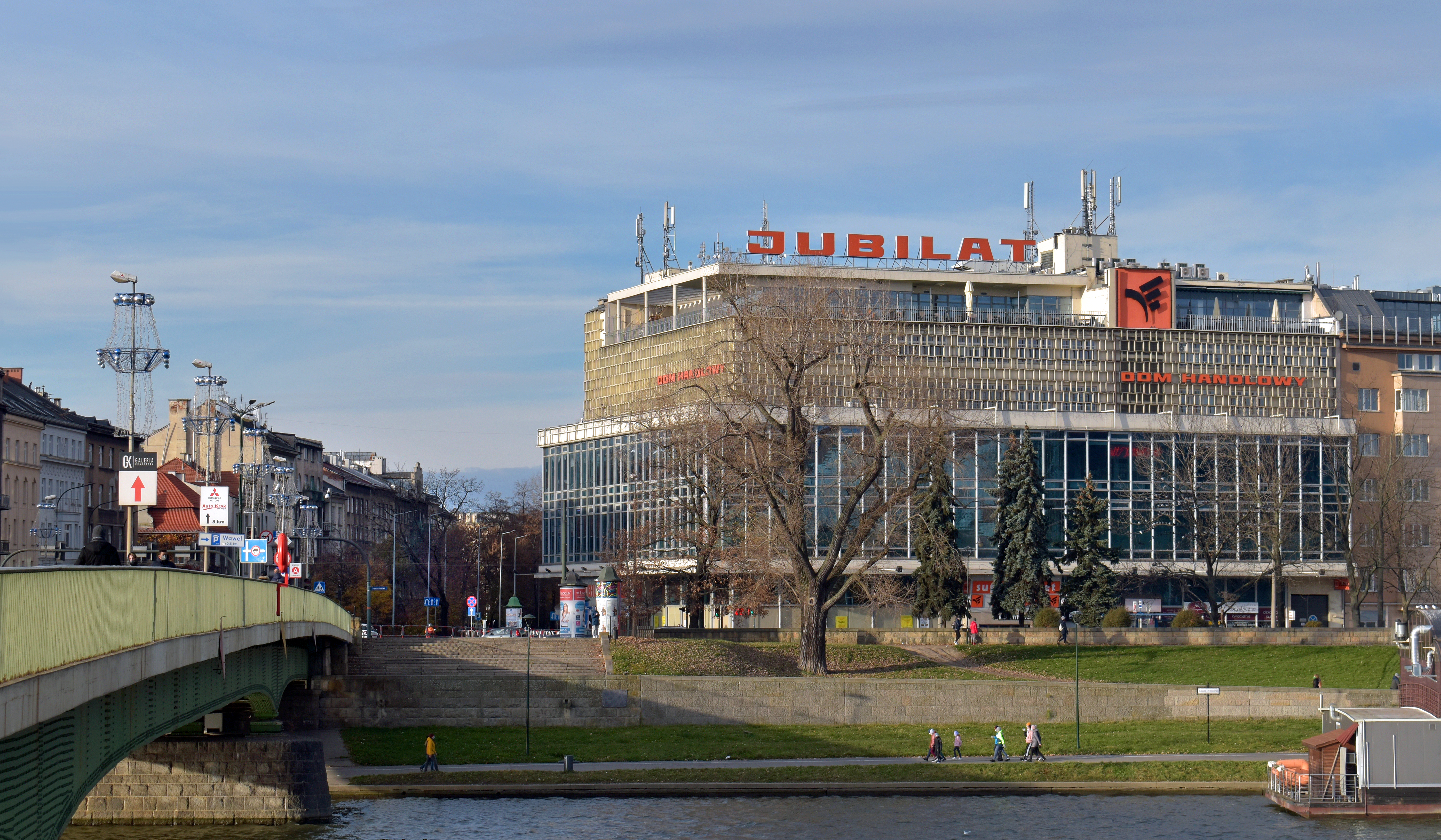
Al. Krasińskiego 1–3. DH Jubilat.
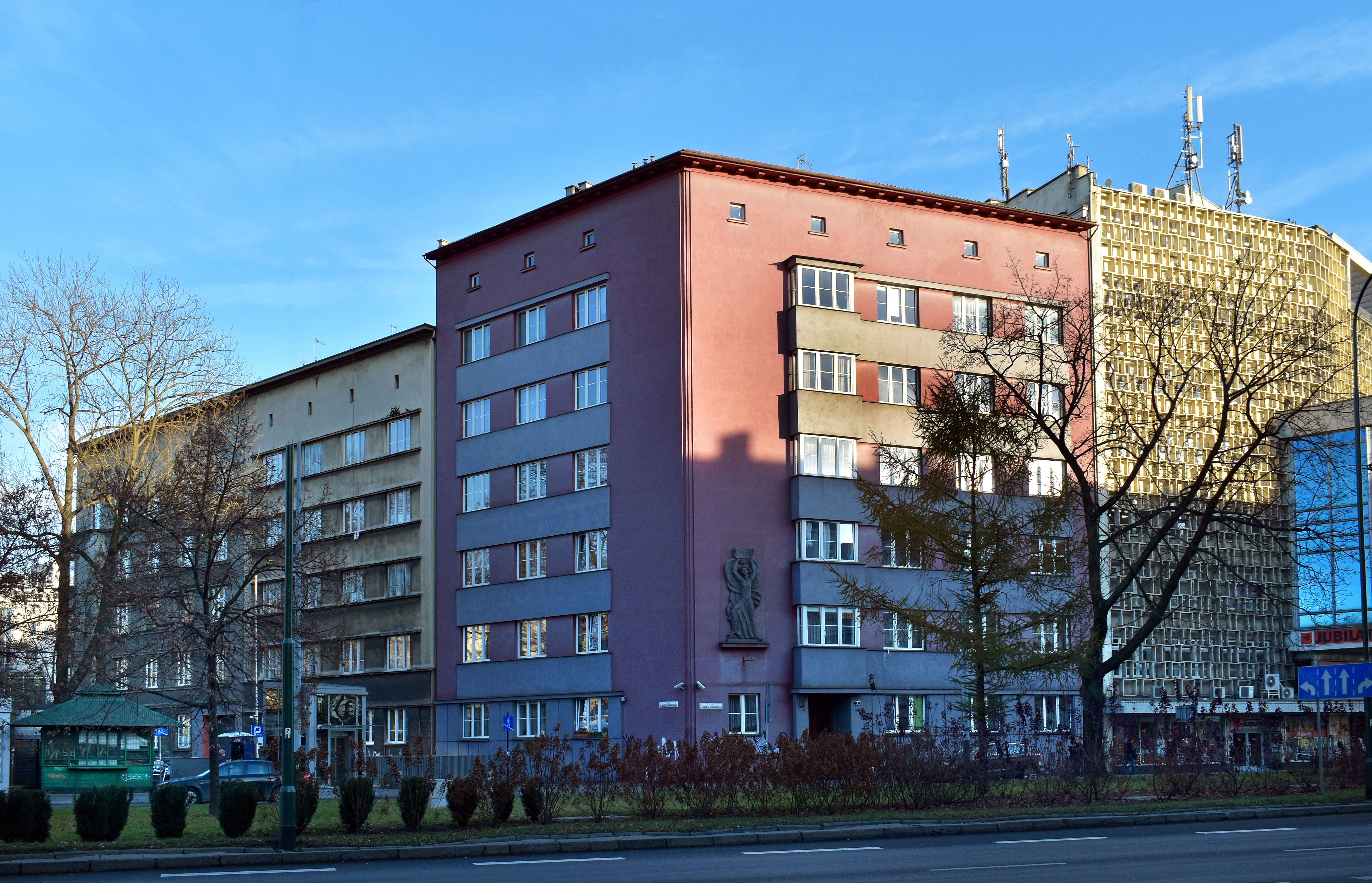
Al. Krasińskiego 5. Modernistyczna kamienica.
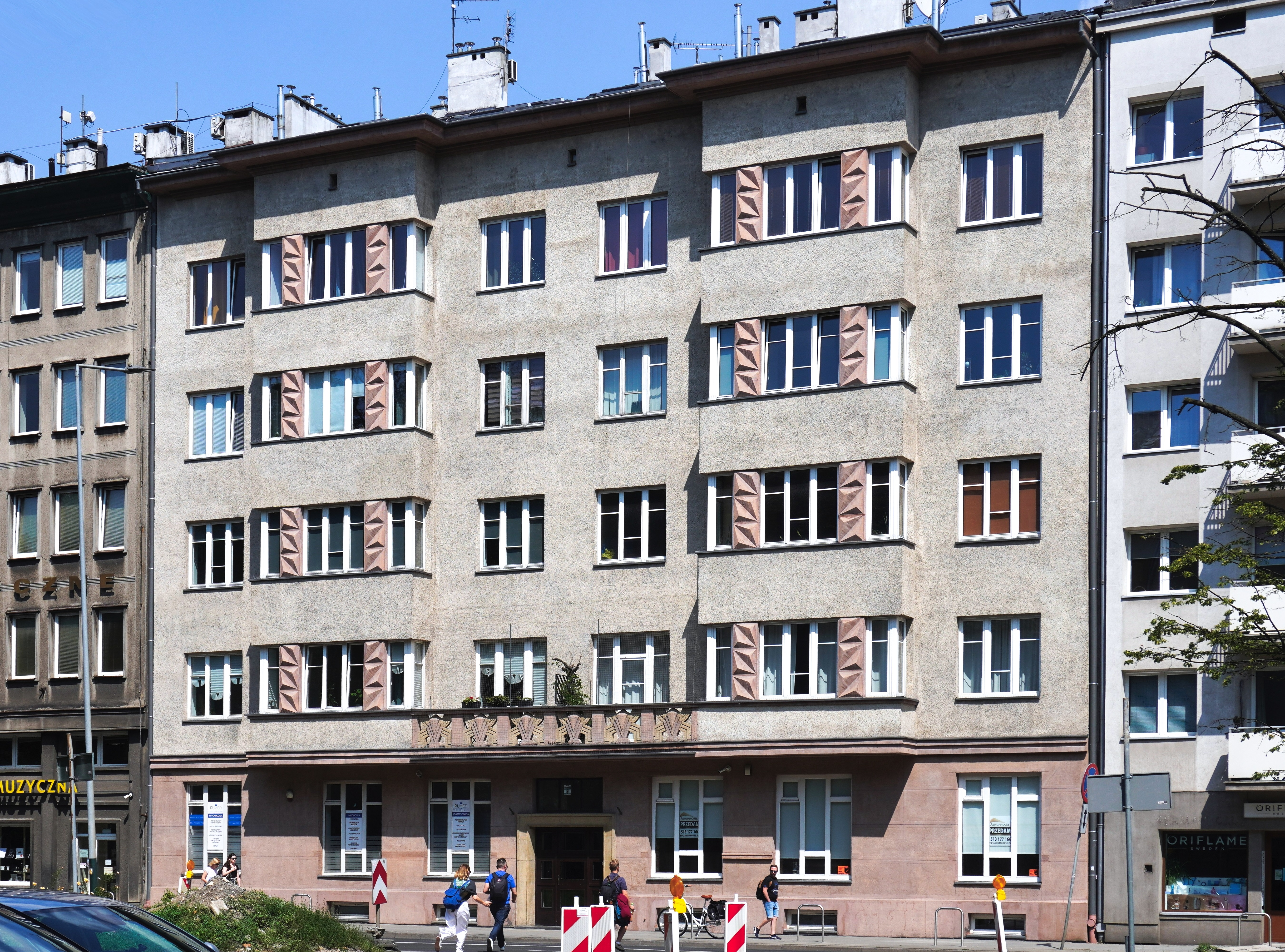
Al. Krasińskiego 9. Modernistyczna kamienica.
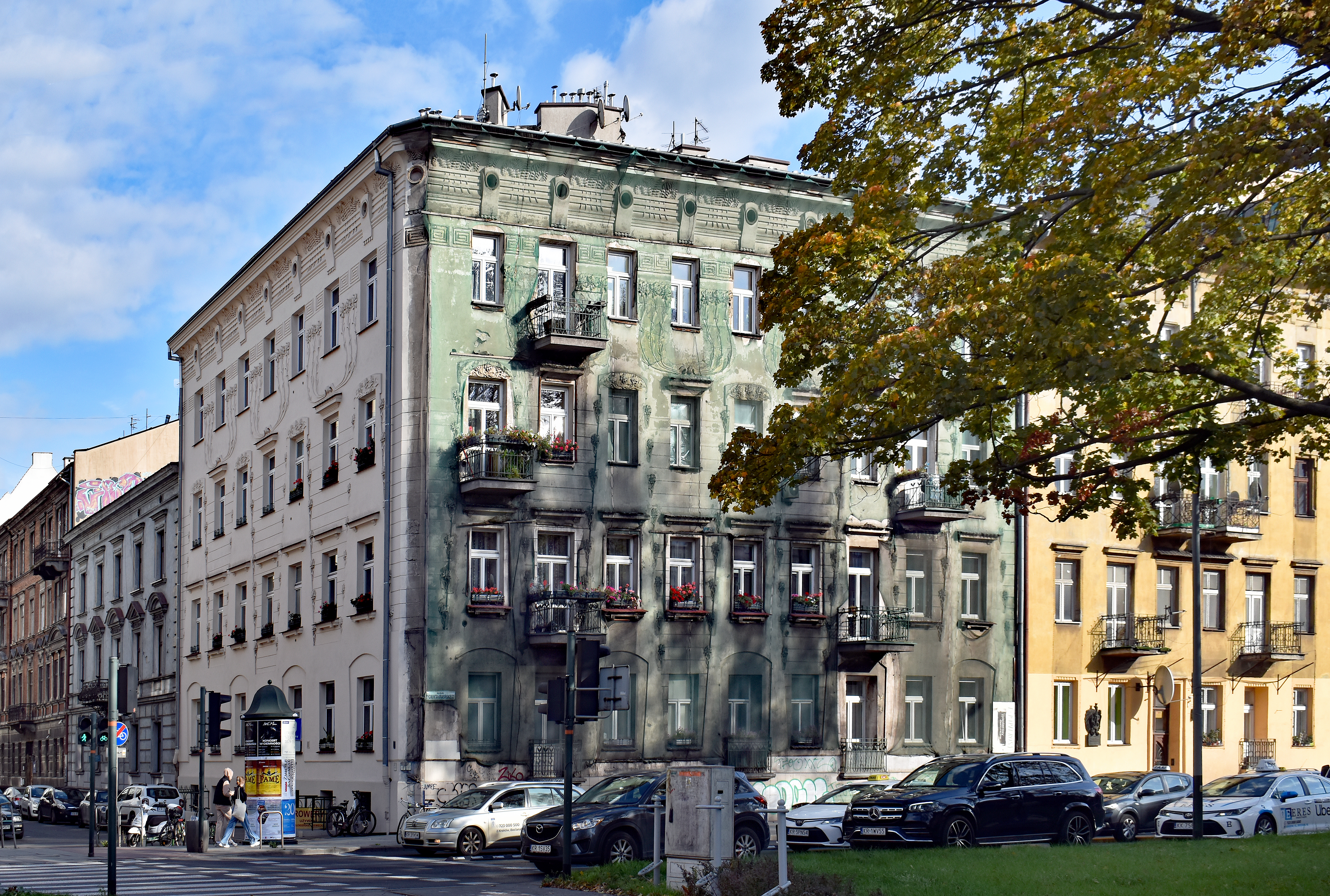
Al. Krasińskiego 15. Kamienica Pod Szarotką.
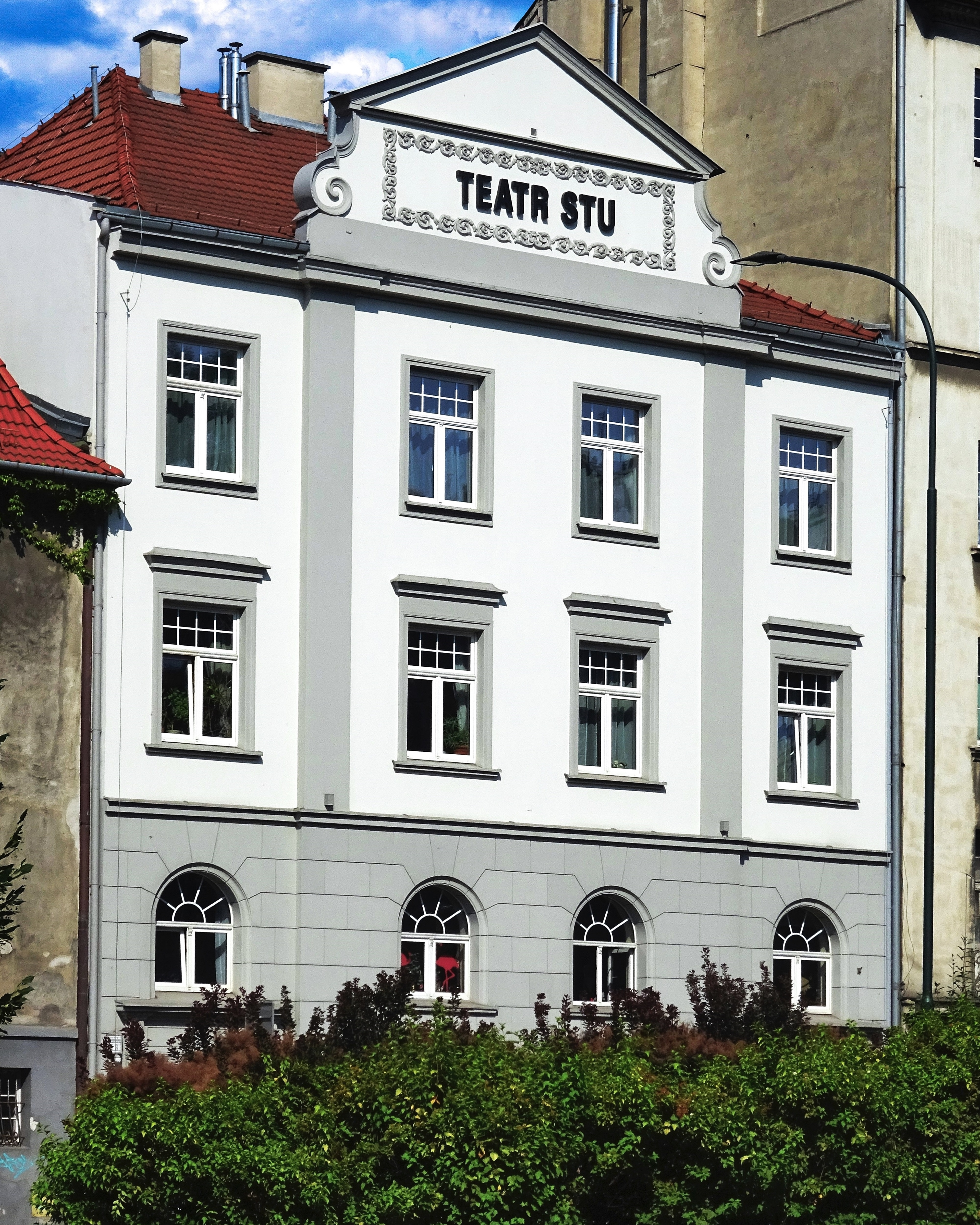
Al. Krasińskiego 16. Krakowski Teatr Scena STU.
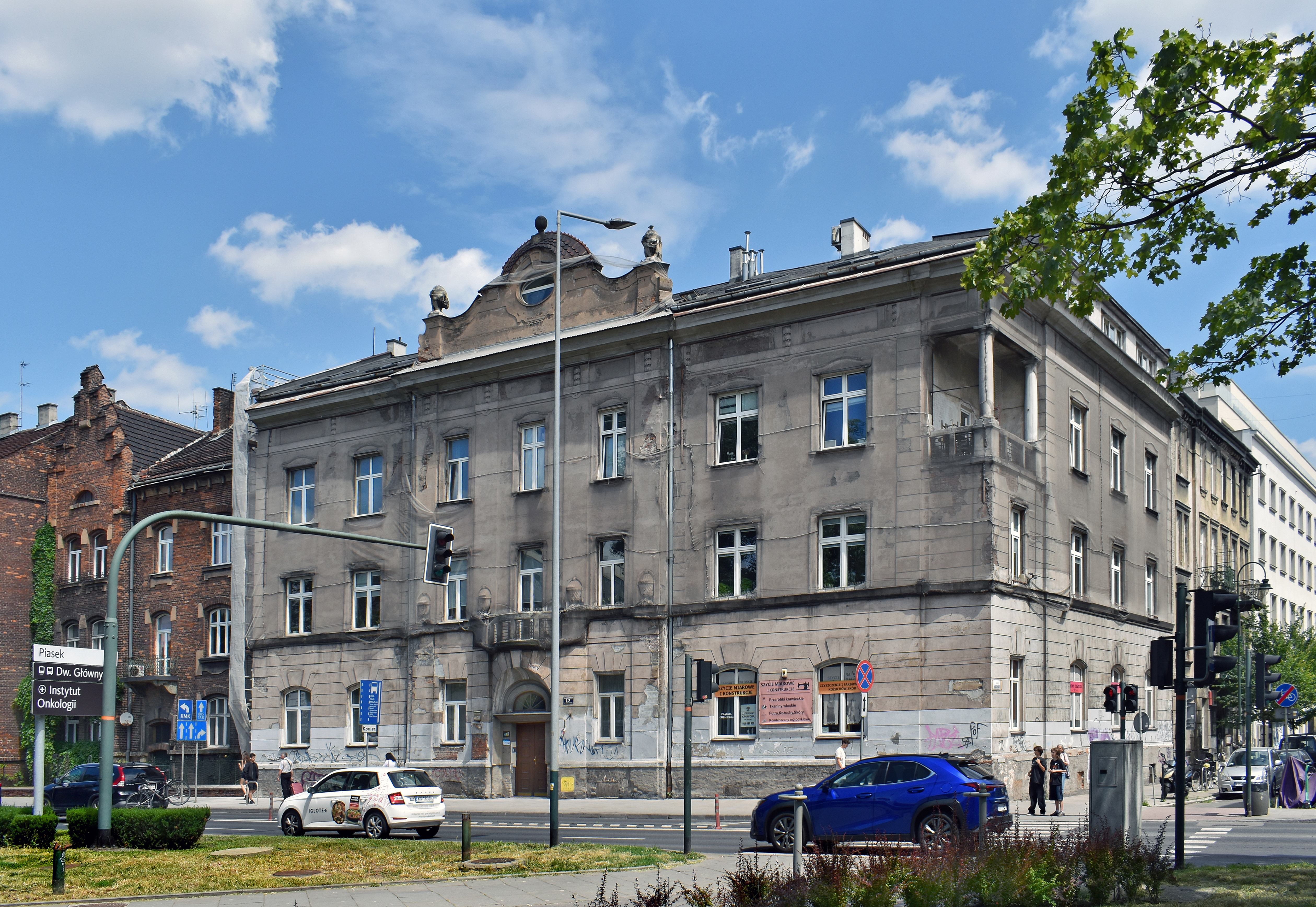
Al. Krasińskiego 17. Kamienica
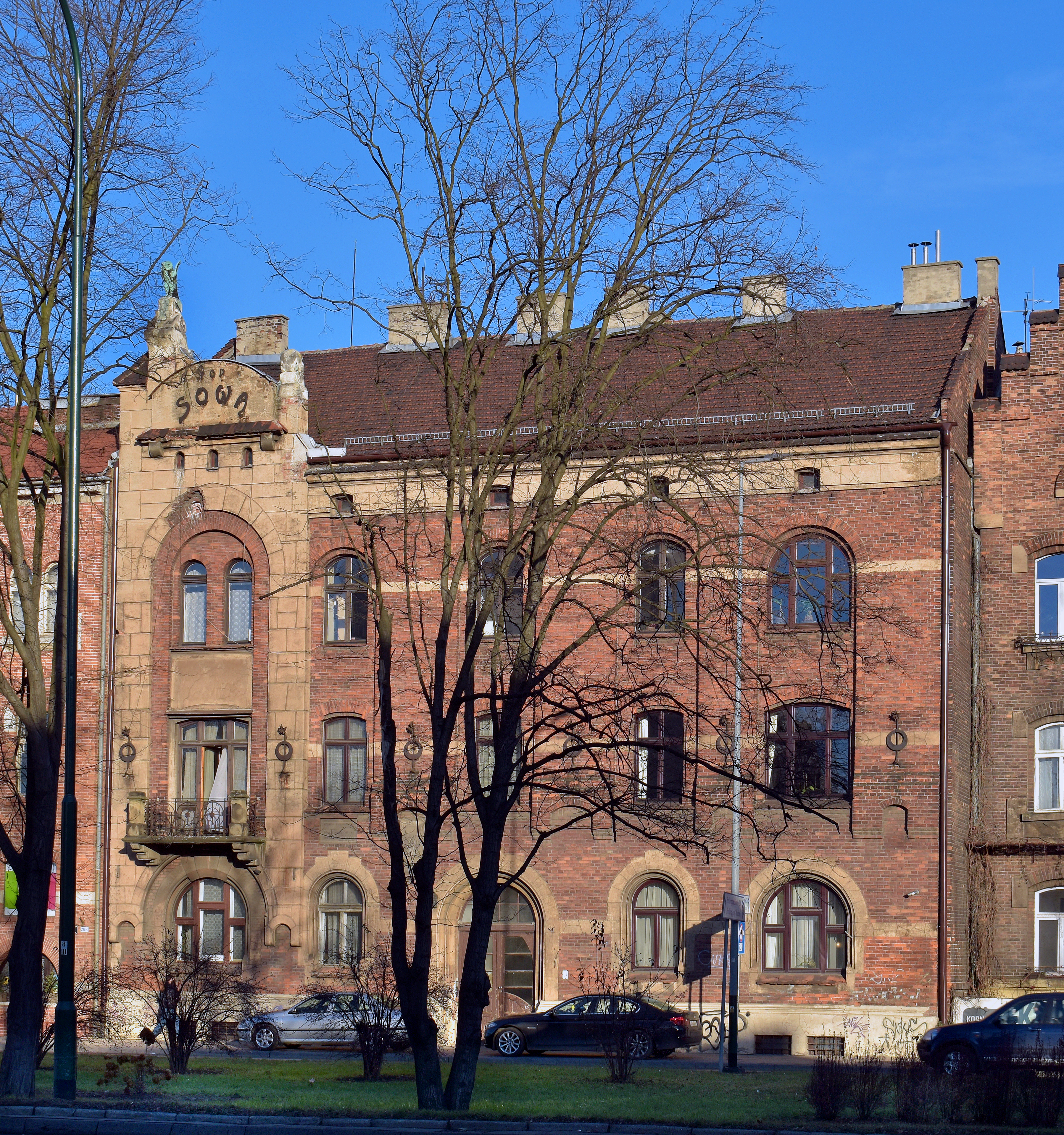
Al. Krasińskiego 21. Kamienica Pod Sową.
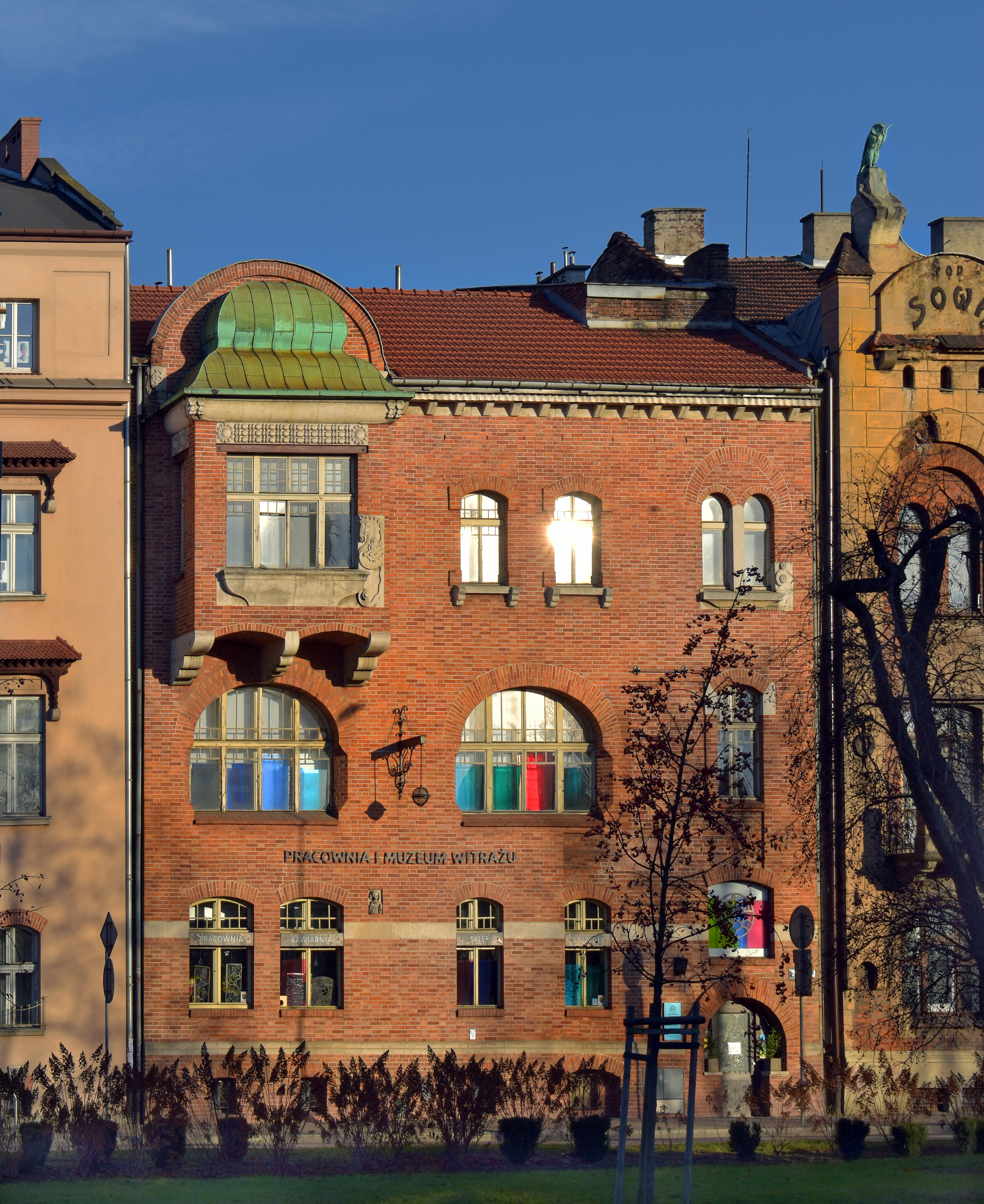
Al. Krasińskiego 23. Muzeum i Pracownia Witrażu.
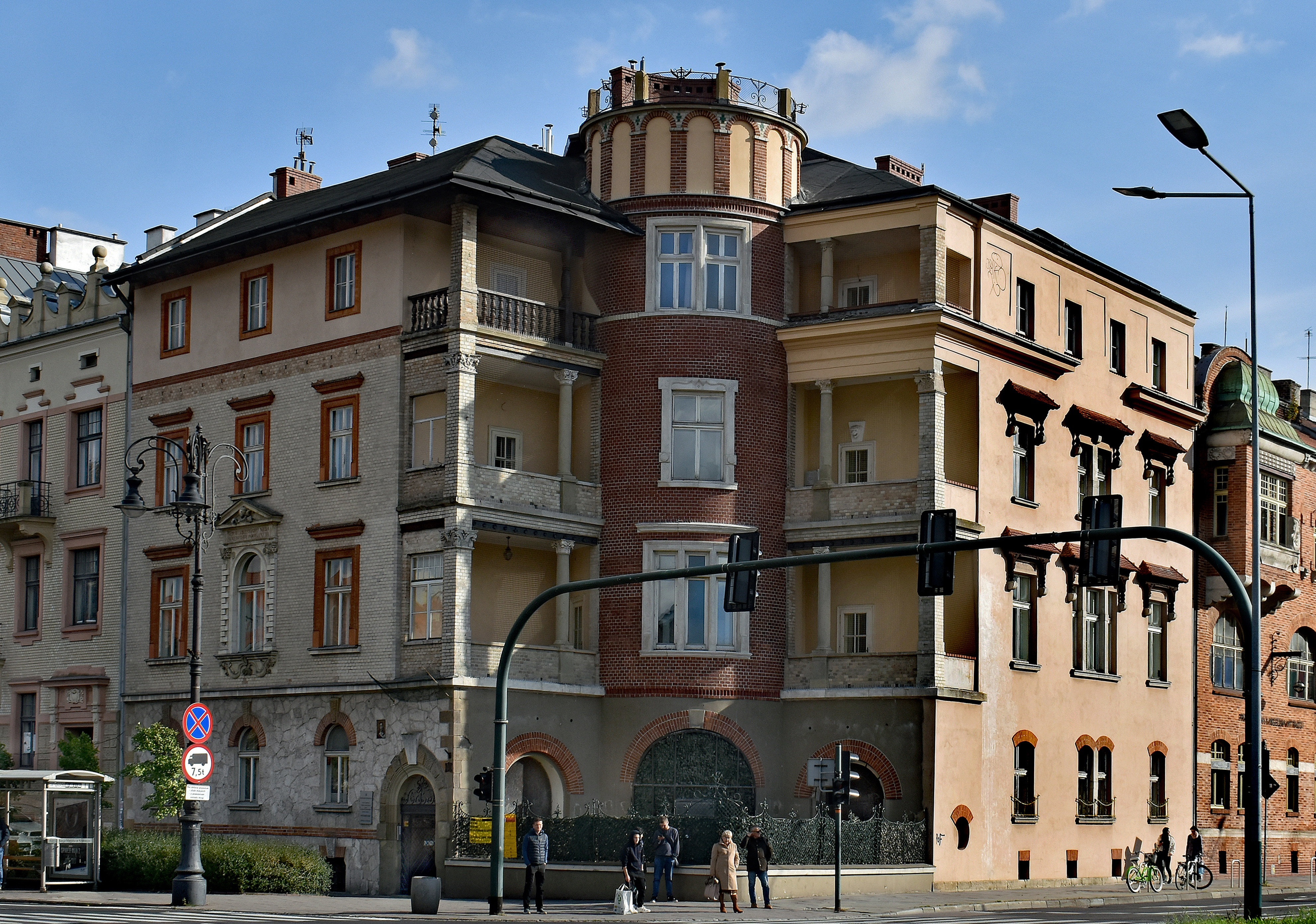
Al. Krasińskiego 25 Dom o dwóch frontonach
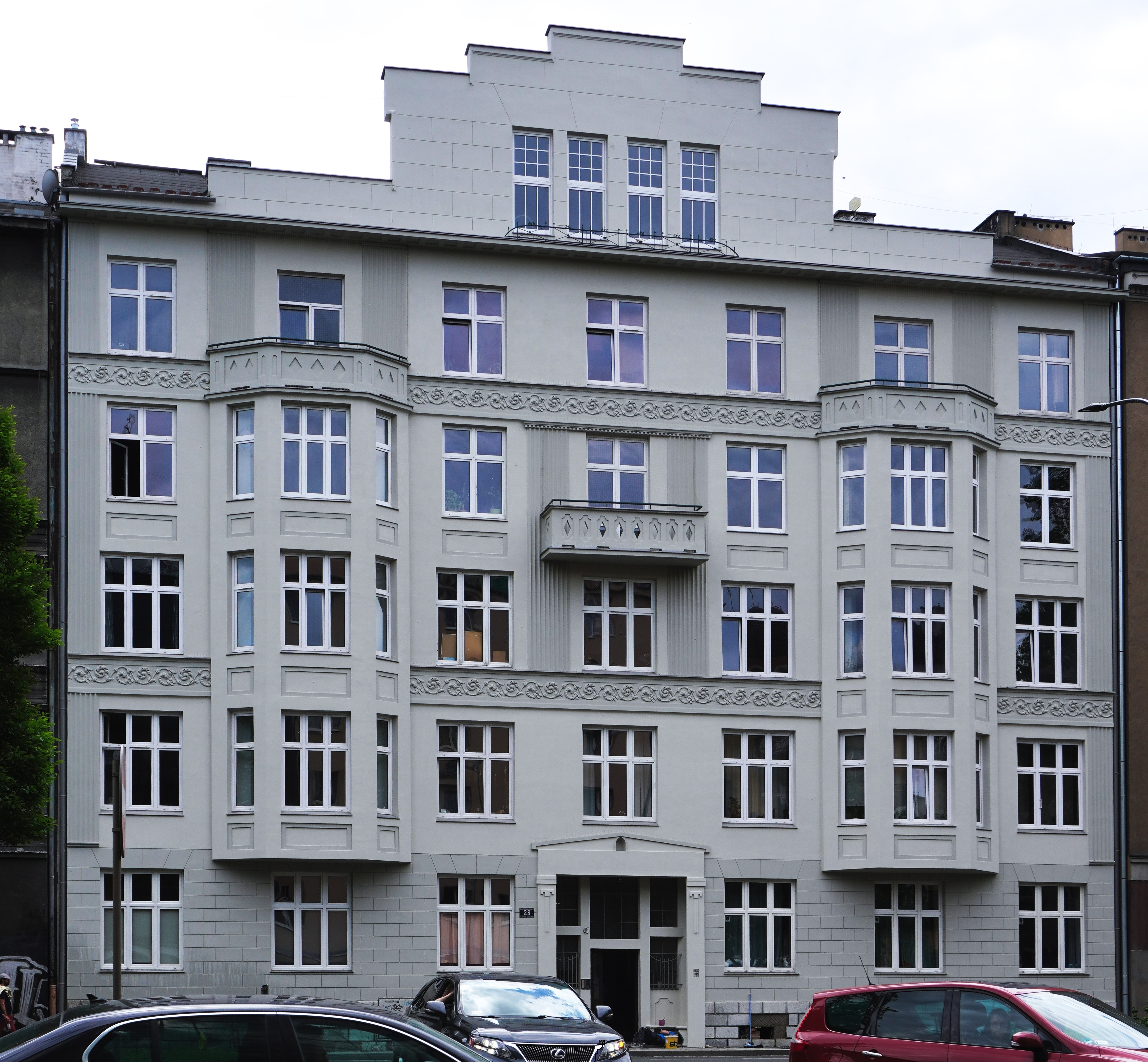
Al. Krasińskiego 28 Modernistyczna kamienica (ok. 1930)
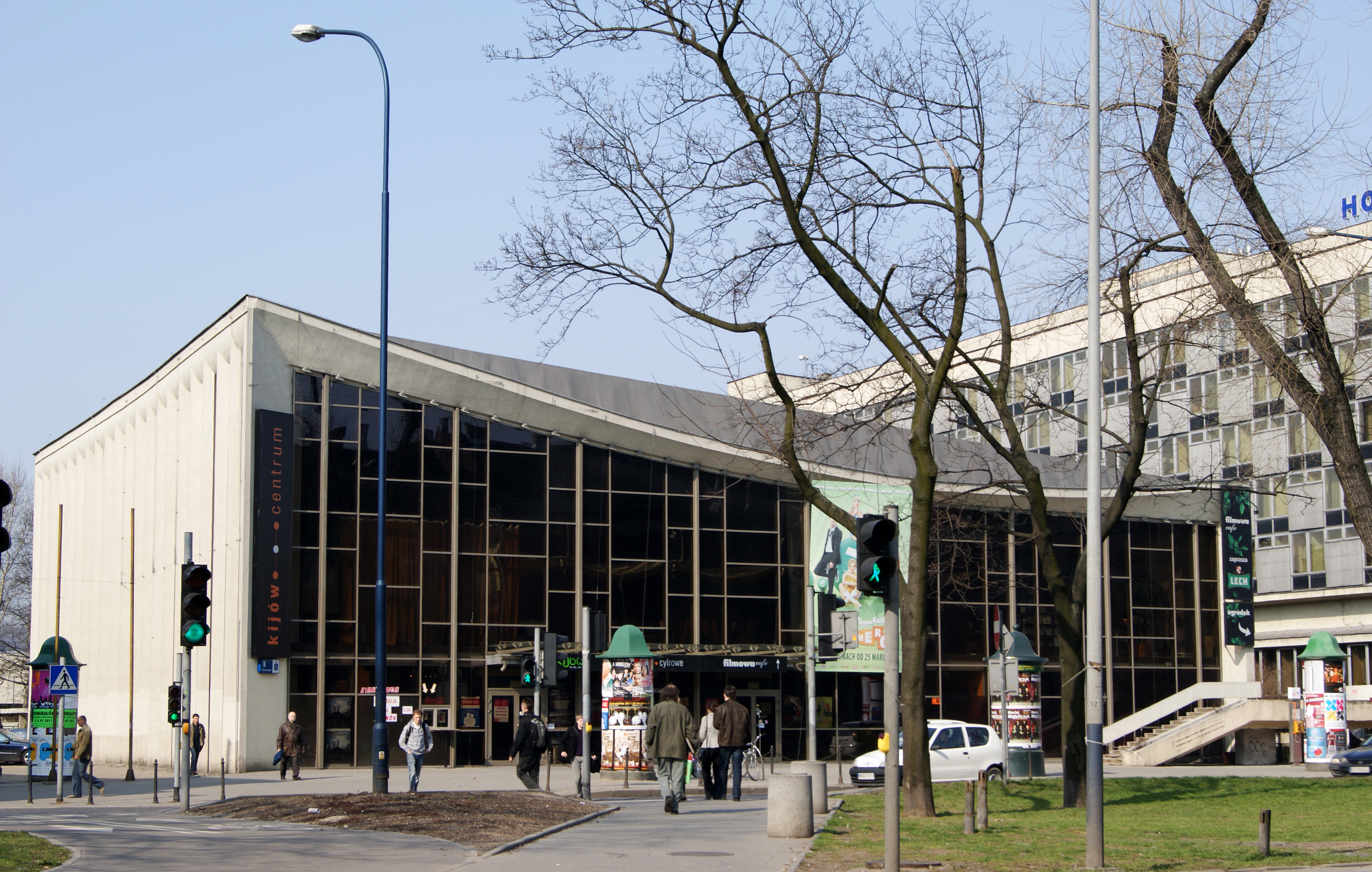
Al. Krasińskiego 34. Kijów Centrum.